# Delikatesa (film)
Delikatesa (v originále Délicieux) je francouzsko-belgický hraný film z roku 2021, který režíroval Éric Besnard podle vlastního scénáře. Snímek měl světovou premiéru na filmovém festivalu Rendez-Vous with French Cinema dne 13. ledna 2021.

## Děj
V období 1788/1789, krátce před Francouzskou revolucí, je Pierre Manceron kuchařem u aristokrata. Je však kvůli neshodám propuštěn a nastěhuje se do opuštěného domu svého otce s Jacobem, rodinným přítelem, a jeho synem Benjaminem. Postupem času ztrácí motivaci k vaření. Jednoho dne však přichází žena, aby se stala jeho učnicí.

## Obsazení
| Grégory Gadebois       | Pierre Manceron                 |
| Isabelle Carré         | Louise / markýza de La Varennes |
| Benjamin Lavernhe      | vévoda de Chamfort              |
| Guillaume de Tonquédec | Hyacinthe, vévodův správce      |
| Christian Bouillette   | Jacob                           |
| Marie-Julie Baup       | markýza de Saint-Genet          |
| Jérémy Lopez           | markýz de Fourvière             |
| Antoine Gouy           | markýz du Croisic               |
| Laurent Bateau         | Dumortier                       |
| Gilles Privat          | biskup                          |
| François de Brauer     | markýz Frigoli                  |

## Ocenění
- César: nominace v kategoriích nejlepší kostýmy (Madeline Fontaine). nejlepší výprava (Bertrand Seitz)
- IFMCA: nejlepší původní skladba (Christophe Julien)